# تيرينس مارش
تيرينس مارش (بالإنجليزية: Terence Marsh)‏ هو كاتب سيناريو ومنتج أفلام ومصمم الإنتاج وممثل بريطاني، ولد في 14 نوفمبر 1931 بلندن في المملكة المتحدة، وتوفي في 9 يناير 2018 في الولايات المتحدة بسبب سرطان. من الجوائز التي نالها جائزة الأوسكار لأفضل تصميم إنتاج عن عمل أوليفر!.

## أعمال

### أفلام
- (1994) الخلاص من شاوشانك

## جوائز وترشيحات
جوائز
- جائزة الأوسكار لأفضل تصميم إنتاج، عن عمل: أوليفر!

ترشيحات
- جائزة الأوسكار لأفضل تصميم إنتاج، عن عمل: سكروج
- جائزة الأوسكار لأفضل تصميم إنتاج، عن عمل: ماري، ملكة الاسكتلنديين

## وصلات خارجية
- تيرينس مارش على موقع IMDb (الإنجليزية)
- تيرينس مارش على موقع ألو سيني (الفرنسية)
- تيرينس مارش على موقع أول موفي (الإنجليزية)
- تيرينس مارش على موقع قاعدة بيانات الأفلام السويدية (السويدية)
- تيرينس مارش على موقع قاعدة بيانات الفيلم (الإنجليزية)
- تيرينس مارش على موقع كينوبويسك (الروسية)